# Christian Marrugo
Christian Camilo Marrugo Rodríguez (ur. 18 lipca 1985 w Cartagenie) – kolumbijski piłkarz występujący na pozycji środkowego lub ofensywnego pomocnika, reprezentant Kolumbii, od 2024 roku zawodnik Realu Cartagena.

## Kariera klubowa
Marrugo jest wychowankiem akademii juniorskiej klubu Deportivo Cali, do której przeniósł się z rodzinnej Cartageny w wieku piętnastu lat, po kilku sezonach występów w młodzieżowych reprezentacjach departamentu Bolívar. W 2003 roku przeszedł do zespołu Atlético Nacional z siedzibą w mieście Medellín, w którego barwach za kadencji szkoleniowca Alexisa Garcíi zadebiutował w Categoría Primera A, 2 lutego 2003 w przegranym 1:2 spotkaniu z Atlético Bucaramanga. W tym samym meczu strzelił także swojego premierowego gola w najwyższej klasie rozgrywkowej. Miejsce w wyjściowym składzie wywalczył sobie już rok później i w wiosennym sezonie Apertura 2004 jako podstawowy zawodnik wywalczył z Atlético Nacional tytuł wicemistrza kraju. Sukces ten powtórzył również po upływie sześciu miesięcy, podczas jesiennych rozgrywek Finalización 2004. W sezonie Apertura 2005 zanotował natomiast pierwsze w swojej karierze mistrzostwo Kolumbii, jednak pełnił już wówczas głównie rolę rezerwowego swojej ekipy.
Latem 2006 Marrugo został zawodnikiem drużyny Independiente Santa Fe, w której występował przez następne półtora roku, mając pewną pozycję w pierwszym składzie, lecz nie potrafił nawiązać do sukcesów odnoszonych w barwach Atlético Nacional. W styczniu 2008 przeszedł do klubu Deportes Tolima z miasta Ibagué, w ramach rozliczenia za transfer Yuliána Anchico, który przeniósł się wówczas do Santa Fe. Tam z miejsca zaczął pełnić funkcję kluczowego piłkarza swojej ekipy, zostając jednym z najlepszych pomocników w lidze kolumbijskiej. W Tolimie występował jako gwiazda zespołu przez pięć lat, jednak zdołał odnieść ze swoją drużyną tylko jedno osiągnięcie na arenie krajowej; wicemistrzostwo Kolumbii w rozgrywkach Finalización 2010. Na początku 2013 roku za sumę około trzech milionów dolarów zasilił meksykańską ekipę CF Pachuca. W tamtejszej Liga MX zadebiutował 12 stycznia 2013 w przegranym 0:2 pojedynku z Atlasem, jednak nie potrafił sobie wywalczyć miejsca w wyjściowym składzie i podczas sześciu miesięcy spędzonych w Pachuce pozostawał głównie rezerwowym zawodnikiem.
W lipcu 2013 Marrugo został wypożyczony do klubu Tiburones Rojos de Veracruz, w którego barwach zdobył swoją pierwszą bramkę w lidze meksykańskiej, 27 lipca 2013 w wygranym 4:2 meczu z Atlante. Ogółem barwy ekipy z portowego miasta reprezentował przez pół roku, będąc jej podstawowym zawodnikiem, lecz nie zdołał zanotować żadnego poważniejszego sukcesu i jego transfer został uznany za powszechne rozczarowanie. Na początku 2014 roku powrócił do ojczyzny, podpisując umowę ze swoim macierzystym zespołem Deportivo Cali.
| Sezon     | Klub                        | Kraj     | Rozgrywki     | Mecze | Bramki |
| --------- | --------------------------- | -------- | ------------- | ----- | ------ |
| 2003      | Atlético Nacional           | Kolumbia | Liga Postobón | 6     | 1      |
| 2004      | Atlético Nacional           | Kolumbia | Liga Postobón | 45    | 4      |
| 2005      | Atlético Nacional           | Kolumbia | Liga Postobón | 14    | 0      |
| 2006      | Atlético Nacional           | Kolumbia | Liga Postobón | 13    | 0      |
| 2006      | Independiente Santa Fe      | Kolumbia | Liga Postobón | 15    | 7      |
| 2007      | Independiente Santa Fe      | Kolumbia | Liga Postobón | 36    | 6      |
| 2008      | Deportes Tolima             | Kolumbia | Liga Postobón | 41    | 4      |
| 2009      | Deportes Tolima             | Kolumbia | Liga Postobón | 37    | 3      |
| 2010      | Deportes Tolima             | Kolumbia | Liga Postobón | 37    | 5      |
| 2011      | Deportes Tolima             | Kolumbia | Liga Postobón | 31    | 4      |
| 2012      | Deportes Tolima             | Kolumbia | Liga Postobón | 43    | 10     |
| 2012/2013 | CF Pachuca                  | Meksyk   | Liga MX       | 11    | 0      |
| 2013/2014 | Tiburones Rojos de Veracruz | Meksyk   | Liga MX       | 16    | 2      |
| 2014      | Deportivo Cali              | Kolumbia | Liga Postobón |       |        |

## Kariera reprezentacyjna
W 2005 roku Marrugo został powołany przez szkoleniowca Eduardo Larę do reprezentacji Kolumbii U-20 na Młodzieżowe Mistrzostwa Ameryki Północnej. Tam pełnił rolę podstawowego zawodnika swojej drużyny, rozgrywając siedem z dziewięciu spotkań, z czego sześć w wyjściowym składzie i strzelił gola w spotkaniu rundy finałowej z Wenezuelą (2:0). Jego kadra, w której występowali wówczas zawodnicy tacy jak Fredy Guarín, Hugo Rodallega czy Radamel Falcao i pełniąca wówczas rolę gospodarza triumfowała ostatecznie w tym turnieju. Kilka miesięcy później znalazł się w składzie na Mistrzostwa Świata U-20 w Holandii, gdzie również miał pewne miejsce w wyjściowej jedenastce i wystąpił w trzech meczach, tym razem nie wpisując się na listę strzelców. Kolumbijczycy odpadli natomiast z młodzieżowego mundialu w 1/8 finału.
W seniorskiej reprezentacji Kolumbii Marrugo zadebiutował za kadencji selekcjonera Eduardo Lary, 19 listopada 2008 w wygranym 1:0 meczu towarzyskim z Nigerią. Wystąpił w jednym spotkaniu wchodzącym w skład eliminacji do Mistrzostw Świata 2014, udanych ostatecznie dla jego drużyny.